# Домаћа ћурка
Домаћа ћурка (лат. Meleagris gallopavo) велика је птица из реда кокошки. Постоје две дивље врсте, дивља ћурка (Meleagris gallopavo) из Северне Америке и јукатанска ћурка (Meleagris ocellata) из Средње Америке, тачније са полуострва Јукатан. Домаћа ћурка настала је припитомљавањем дивље ћурке из Северне Америке.

## Опис
Домаћа ћурка је птица нелетачица, док дивље знају летети и по неколико метара у висине и неколико десетина метара у дужину. Млади после две недеље од излегнућа добијају јаче перје и тада већ могу летети краћа растојања. Препознатљиве су по кожним израслинама које висе преко кљуна. Женка је мања од мужјака и боје су јој мање раскошне. Распон крила им је 1,5—1,8 метара.

## Историја
Године 1524. је први пут донесена у Енглеску, а одатле се веома брзо проширила по читавој Европи. У Хрватској је први пут забележена 1561. године. Данас се узгаја 5 варијетета које се највише разликују по боји перја: бронзани, црни, сиви, светли и жути тип, а најзаступљенији је бронзани тип.